# Jakovlev Jak-40

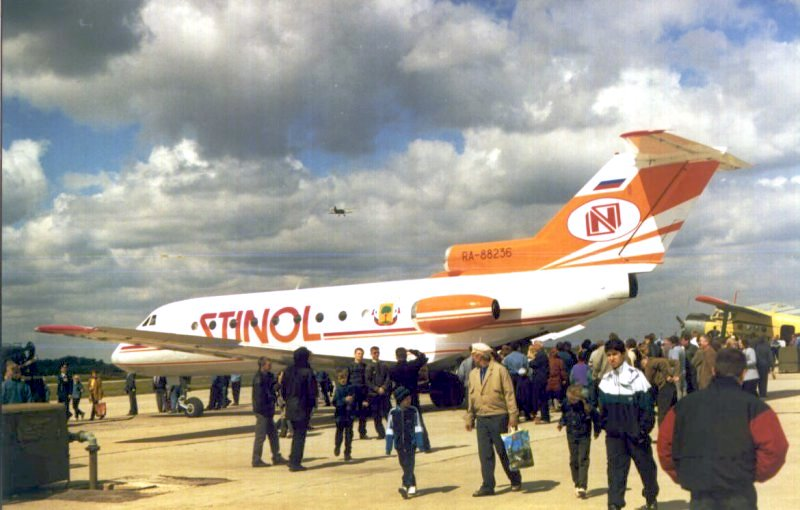
En Yak-40

Jakovlev Jak-40 är ett sovjetiskt passagerarflygplan med tre jetmotorer, föregångare till Jak-42. Jak-40 har en liknande utformning som Tupolev Tu-154 och Boeing 727. Flygplanet tillverkades i 1 136 exemplar mellan 1966 och 1980 och tar maximalt 32 passagerare.

## Flygbolag
Flygbolag som använt detta flygplan är:
- Aero Caribbean
- Aeroflot
- Ariana Afghan Airlines
- Albanian Airlines
- Azerbaijan Airlines
- Balkan Bulgarian Airlines
- Belavia
- Centrafrican Airlines
- CSA
- Cubana
- General Air (Tyskland)
- Guinea Equatorial Airlines
- Hang Khong Vietnam
- LOT
- Malév
- Syrian Air,
- TAAG Lineas Aereas de Angola
- Tajikistan airlines
- Uzbekistan Airways